# ジョー・ピサーシック
ジョー・ピサーシック（Joe Pisarcik 1952年7月2日- ）は、アメリカ合衆国ペンシルベニア州キングストン出身の元アメリカンフットボール選手。ポジションはクォーターバック。

## 経歴
ニューメキシコ州立大学を卒業し、1974年から1976年まではCFLのカルガリー・スタンピーダーズでプレーした後、1977年にNFLのニューヨーク・ジャイアンツに加入し、デンバー・ブロンコスに去ったクレイグ・モートンの代わりに先発QBを務めた。ジャイアンツでは27試合に先発したが19敗を喫した。その内の1試合が後にメドウランズの奇跡と呼ばれることになった試合である。
1979年シーズン終了後ジャイアンツからフィラデルフィア・イーグルスにトレードされ、第15回スーパーボウルではロン・ジャウォースキーの控えQBとしてエントリーされた。1984年を最後に現役を引退した。

## メドウランズの奇跡
1978年11月19日に行われたフィラデルフィア・イーグルス戦で彼は2タッチダウンパスを投げて第4Q残り時間31秒、相手にタイムアウトが無くなった状況で17-12とリードし、あと1プレイをイート・ザ・ボールをすれば勝利は確実だったところ、相手守備選手のヒットが激しかったため（当時は自動的にニーダウンとはならずフラストレーションの高くなったイーグルスの選手は彼に激しくヒットしてきた。）攻撃コーディネーターのボブ・ギブソンからはフルバックのラリー・ゾンカにボールをもたせるプレーの指示が出た。
一方、イーグルスの守備コーディネーター、マリオン・キャンベルは全員でのブリッツを指示した。
このプレーでゾンカにハンドオフする際、ジャイアンツはボールをファンブルし、これを拾ったハーマン・エドワーズがタッチダウンをあげてイーグルスが奇跡の逆転勝利をあげた。このプレーはメドウランズの奇跡（The Miracle at the Meadowlands）と呼ばれている。
プロフットボール殿堂入りを果たした当時ジャイアンツのラインバッカーであったハリー・カーソンによるとディフェンス選手たちのほとんどは勝利を確信しこのプレーを見ていなかったという。試合終了後ロッカールームに戻った選手たちはショックのあまり10分以上声を発するものがいなかったという。この試合後、ギブソン攻撃コーディネーターは解雇され、ヘッドコーチのジョン・マクベイはシーズン終了後、契約満了と共にチームを去った。一方、この勝利で9勝7敗で終えたイーグルスはプレーオフ出場を果たしさらに2シーズン後にはスーパーボウル出場を果たした。